# Erwin Leibfried
Erwin Heinrich Leibfried (* 14. Januar 1942 in Frei-Weinheim; † 1. August 2019 in Frankfurt am Main) war ein deutscher Literaturwissenschaftler, Verleger und Autor. Von 1973 bis 2006 hatte er die Professur für Allgemeine Literaturwissenschaft an der Justus-Liebig-Universität Gießen inne.

## Leben
Am 14. Januar 1942 wurde Erwin Leibfried als Sohn einer Bauern- und Handwerksfamilie in Frei-Weinheim geboren. Nach dem Besuch des Sebastian-Münster-Gymnasiums in Ingelheim am Rhein nahm er 1961 das Studium der Philosophie, Psychologie, Germanistik und der Sportwissenschaft an der Johannes Gutenberg-Universität Mainz und der Christian-Albrechts-Universität zu Kiel auf. 1966 absolvierte er das Lehrerexamen in Deutsch und Sport in Mainz, worauf sich 1969 die Promotion anschloss. Nach seiner Promotion trat Erwin Leibfried eine Stelle als Assistenzprofessor für Philosophie an der Universität Trier an. 1973 folgte er einem Ruf an die Justus-Liebig-Universität Gießen als Professor für Literaturwissenschaft. Sein Forschungsschwerpunkt bildeten Hermeneutik und Ästhetik.
1986 rief Leibfried die Phoibos Apollon Gesellschaft für Kultur und Wissenschaft e. V. ins Leben. Der Verein befasst sich mit wissenschaftlich fundierten Ausstellungen, die u. a. in Gießen, Ingelheim, Wiesbaden, Wien, Frankfurt am Main und Chemnitz gezeigt wurden.
1987, zum 100. Todestag des niederländischen Schriftstellers Multatuli, gründete Leibfried die Internationale Multatuli Gesellschaft, welche die Erinnerung an den Autor pflegt. Er saß der Gesellschaft als Präsident vor.
1990 gründete er, gemeinsam mit seiner Ehefrau Barbara Leibfried, die Deutsche Akademie auf Mallorca. Im Rahmen der Akademie organisierte das Ehepaar literaturwissenschaftliche Vorträge in Palma und anderen mallorquinischen Städten.
1998 wurde durch die Initiative von Leibfried und Sascha Feuchert sowie der Ernst-Ludwig Chambrè-Stiftung zu Lich die Arbeitsstelle Holocaustliteratur am damaligen Institut für Neuere deutsche Literatur, heute Institut für Germanistik, an der Uni Gießen eingerichtet. Ziel der Arbeitsstelle ist die literaturwissenschaftliche und didaktische Untersuchung sowie Aufbereitung von Texten der Holocaustliteratur. Erwin Leibfried leitete die Arbeitsstelle bis 2008.
In den Jahren 1997–2001 wirkte er als deutscher Koordinator des europäischen Tempus Phare Programms, das für Germanistikstudenten der Universität Szczecin bestimmt war.
Erwin Leibfried betrieb den Verlag litblockín. Seit 1998 war er Herausgeber des Wissenschaftlichen Literaturanzeigers.

## Preise und Auszeichnungen
- 1998 ausgezeichnet mit der Medaille „Für Verdienste um Gesellschaft und Wissenschaft“ („W Sluzbie Spoleczenstwu i Nauce“) der Universität Lodz.
- 2006 ausgezeichnet mit der Medaille „Universitatis Lodzenis Amico“ („Dem Freund der Universität Lodz“).
- 2011 Bundesverdienstkreuz am Bande

## Bibliografie
- Fabel. Stuttgart: Metzler 1967; 4. Aufl. 1982
- Kritische Wissenschaft vom Text. Stuttgart: Metzler 1970; 2. Aufl. 1972
- Identität und Variation. Stuttgart: Metzler 1970
- Interpretation. München: bsv 1973; 2. Aufl. 1975
- Texte zur Theorie der Fabel. (Mitherausgegeben von Josef M. Werle) Stuttgart: Metzler 1978
- Lessing: Miß Sara Sampson. (Herausgeber, mit einem Nachwort) Stuttgart: Reclam 1978
- Literarische Hermeneutik. Eine Einführung in ihre Geschichte und Probleme. Tübingen: Narr 1980
- Fabel. Bamberg: C. C. Buchners 1984
- Schiller: Die Jungfrau von Orleans. (Herausgeber, mit Nachwort und Kommentar) München: Goldmann 1984
- Schiller. Notizen zum heutigen Verständnis seiner Dramen. Frankfurt/Main: Peter Lang 1985
- Heinrich von Kleist – ein preussischer und ein moderner Dichter. Katalog zur Ausstellung. Fernwald: litblockín 1987
- Wer war Multatuli? Spuren der Anstrengung eines Schriftstellers. Begleitbuch zur Ausstellung. Fernwald: litblockín 1987
- Der Hundertmarkschein wird fünfhundert. Bilder und Geschichten aus der Cosmographie des Sebastian Münster. Fernwald: litblockín 1988
- Gibt es Fortschritt? Mitteilungen, die fast nur aus Fragen bestehen aus der Rederunde am Morgen an Bord von TS Maxim Gorki auf der Reise von Südamerika durch die Südsee nach Australien. Fernwald: litblockín 1990
- Die Spur der Freiheit. Prolegomena zur Wissenschaftsgeschichte der Literaturwissenschaft. Frankfurt/Main: Peter Lang 1990
- Die Lyrikerin Johannette Lein (1820–1903). Vergessene Gießener Dichter in die Erinnerung gerufen. Fernwald: litblockín 1991
- Goethe: Bis zum Wechsel nach Weimar; 1749–1775. (Herausgeber) Fernwald: litblockín 1992
- Die Forderung des Tages: Ziemlich unsortierte Notizen zum Entwurf einer Denkschrift über Angewandte Geisteswissenschaften, zuhörwilligen Studierenden vorgelegt. Fernwald: litblockín 1992
- Alfred Bock. Gesammelte Werke. Marburg: Hitzeroth 1992ff
- to pharmakon: das Gift, die Gabe. Coexistenz der gegengesetztesten Zustände. Frankfurt/Main: Peter Lang 1993
- Ernst Eckstein. Ein Lese- und Bilderbuch. Vergessene Gießener Dichter in die Erinnerung gerufen. Fernwald: litblockín 1997
- Goethe. Ein Komet am Himmel der Jahrhunderte.  Bände. Fernwald: litblockín 1999
- Goethe erotisch: Der Klassiker ganz frivol für die Wanne. Edition Wannenbuch, 2013, ISBN 978-3-9815989-1-9

### Reihenherausgeber
- Gießener Arbeiten zur Neueren Deutschen Literatur und Literaturwissenschaft. Begründet von Erwin Leibfried und Dirk Grathoff. Herausgegeben von Erwin Leibfried, Sascha Feuchert, Carsten Gansel und Joanna Jablkowska. Frankfurt/Main: Peter Lang 1985ff[3]

- Wissenschaftlicher Literaturanzeiger (WLA). Gießen: litblockín 1998ff

### Übersetzungen
- Multatuli: Rheingauer und Ingelheimer Briefe. (eine Auswahl in 2 Bänden mit Nachwort) Fernwald: litblockín 1995

### Artikel in Lexika
- „Interpretation“. In: Brockhaus Enzyklopädie. Mannheim: Brockhaus 1989, Bd. 10, S. 583
- „Wilhelm Dilthey“. In: Literatur Lexikon. Autoren und Werke deutscher Sprache. Hrsg. von W. Killy. München: Bertelsmann Lexikon Verlag 1989, Bd. 3, S. 54–57
- „Adam Karrillon“ In: Literatur Lexikon. Autoren und Werke deutscher Sprache. Hrsg. von W. Killy. München: Bertelsmann Lexikon Verlag 1990, Bd. 6, S. 244